# Paloma Bernardi
Paloma Bernardi (São Paulo, 21 de abril de 1985) es una actriz brasileña.

## Biografía
Desde los cuatro años, realizó diversos comerciales de televisión en Sao Paulo. En la escuela, siempre participaba en todos los cursos que se impartían: danza, voleibol, teatro. Comienza su carrera artística a los 11 años, debutando en la telenovela Colégio Brasil.
Además de la formación como actriz y bailarina, realizó un diplomado en radio y televisión en la Universidad Metodista de São Paulo.

## Vida privada
Es hija del empresario Néstor Bernardi y, de la exbailarina y artista plástica Dil Bernardi.
Desde 2012 hasta 2017 fue novia del actor Thiago Martins, quien era su compañero de reparto en Insensato corazón.

## Filmografía

### Televisión
| Año       | Título                             | Personaje                   |
| --------- | ---------------------------------- | --------------------------- |
| 1996      | Colégio Brasil                     | Antônia                     |
| 2007      | Caminos del corazón                | Luna Reis                   |
| 2008      | Los mutantes - Caminos del corazón | Luna Reis                   |
| 2009-2010 | Vivir la vida                      | Mia Saldanha Ribeiro        |
| 2011      | Insensato corazón                  | Alicia Miranda              |
| 2012      | La guerrera                        | Rosângela                   |
| 2015      | As Canalhas                        | Marta                       |
| 2016-2017 | Josué y la tierra prometida        | Samara                      |
| 2018      | Apocalipsis                        | Isabela Aisen Gudman (Bela) |
| 2019      | El Elegido                         | Dra. Lúcia Santeiro         |
| 2021      | Ameaça Invisível                   | Antônia Nolasco             |
| 2022-23   | Reyes                              | Betsabé                     |

### Cine
| Año  | Título             | Personaje   | Nota         |
| ---- | ------------------ | ----------- | ------------ |
|      | Estatísticas       |             | Cortometraje |
|      | The Spirit         |             |              |
|      | Para sempre fiel   |             | Cortometraje |
|      | O Edifício         |             |              |
| 2006 | Esta Noite         | Namorada    |              |
| 2006 | Quem tem sede bebe | Adolescente | Cortometraje |
| 2011 | Caso Fechado       | Lena        | Cortometraje |
| 2014 | Lascados           | Cenilde     | Protagonista |

## Teatro
| Año     | Título                                     | Personaje / Función | Nota              |
| ------- | ------------------------------------------ | ------------------- | ----------------- |
| 2002    | Hércules                                   | Phill               |                   |
| 2002    | Paixão de Jesus                            | María Magdalena     |                   |
| 2003    | A Bruxinha que era Boa                     | Bruxa Caolha        |                   |
| 2003    | Novas Diretrizes em Tempos de Paz          |                     |                   |
| 2003    | Alladin                                    | Gênio               |                   |
| 2004    | Pequena Sereia II                          | Ressaca             |                   |
| 2004    | Romeu e Julieta                            | Julieta             |                   |
| 2004    | Suor Angélica                              | Freira              |                   |
| 2004    | Paixão de Cristo Segundo o Diário de Maria | María               |                   |
| 2004    | Woyzeck                                    | Marie               |                   |
| 2005    | A Flor no Lixo                             | Moradora de Rua     |                   |
| 2005    | Faces d'Alma - Máscaras                    | Colombina           |                   |
| 2006    | Despertar na Floresta                      | Agualina            |                   |
| 2007    | Cheiro de Chuva                            |                     |                   |
| 2008    | Dom Quixote                                | Aldonza Lorenzo     |                   |
| 2011    | O Grande Amor da Minha Vida                | María Helena        |                   |
| 2011    | O Imprescindível                           | Palhaça             |                   |
| 2012    | Fame - O Musical                           | Carmem Dias         |                   |
| 2013    | Pé de Palhaço, Pé de Bailarina             | Bailarina           | También directora |
| 2014    | Orfeu                                      | Eurídice            |                   |
| 2015    | Estação e Emoções                          | Narradora           | También directora |
| 2015    | Chacrinha, O Musical                       | Chacrete            |                   |
| 2015    | La Pasión de Cristo en la Nueva Jerusalén  | María               |                   |
| 2018–19 | Eles não Usam Black-tie                    | María               |                   |
| 2020    | Novo e Normal                              | Amanda              |                   |
| 2020    | Feliz Dia das Mães                         | Olívia              |                   |
| 2022    | Terremotos                                 | Maya                |                   |

## Premios y nominaciones
| Año  | Premio            | Categoría  | Indica                        | Resultado |
| ---- | ----------------- | ---------- | ----------------------------- | --------- |
| 2010 | Mejores del Año   | Revelación | Mia Viver a Vida              | Nominada  |
| 2010 | Super Cap de Ouro | Revelación | Ella misma (Mia Viver a Vida) | Ganadora  |